# 陈忠鸿
陈忠鸿（英語：Tan Tiong Hong，1942年—2011年3月30日），马来西亚政治人物、马华公会党员。他曾任马华总秘书、教育部副部长等职。
1966年，他于澳洲悉尼大学医科毕业。1969年加入马华公会。1973年，他与林敬益等改革派成员被总会长陈修信开除党籍，过后加入民政党。但数年后，陈忠鸿在1981年退出民政重返马华。1982年3月，他被时任首相马哈迪·莫哈末委任为教育部副部长。1984年7月内阁改组后成为财政部副部长。马华在1985年陈群川派得势后，不属于该派系的陈忠鸿被挤岀领导层，无缘参与1986年大选。
2011年3月30日，陈忠鸿在家中吃早餐时，因心脏病发而晕倒不治。4月3日，举行出殡仪式。他与妻子叶清云育有3名女儿。